# Port (sprzęt komputerowy)

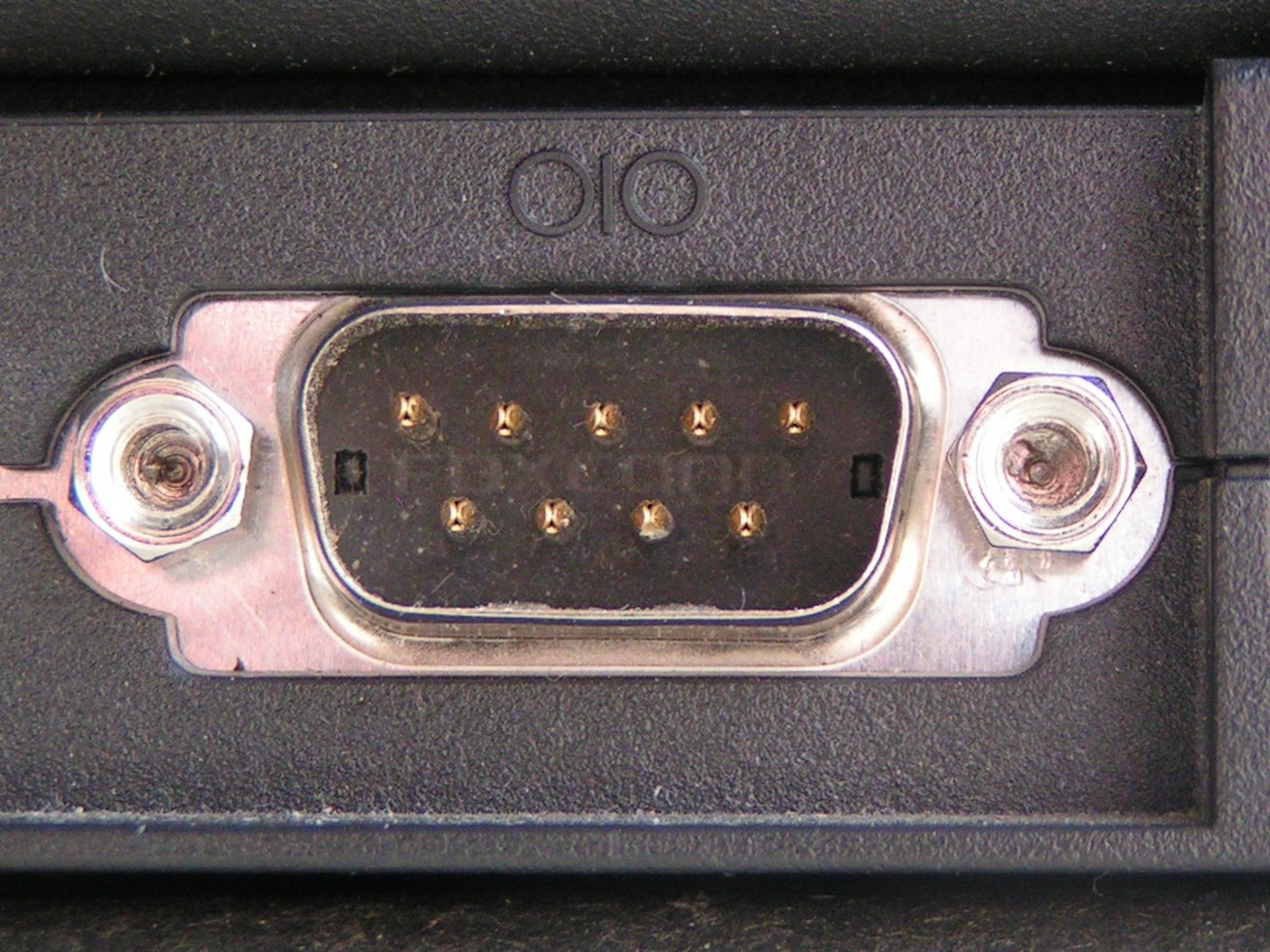
Port szeregowy (RS-232)

Port sprzętowy – zazwyczaj jeden z elementów złącza elektronicznego (wtyczka lub gniazdo) stosowanego w komputerach (np. port szeregowy, port równoległy, port USB, port FireWire) bądź innych urządzeniach cyfrowych, do których podłączane są urządzenia peryferyjne, takie jak klawiatura, mysz, drukarka, modem, skaner i inne. Urządzenia te mogą być podłączane do portów bezpośrednio, za pomocą odpowiednich kabli lub za pośrednictwem konwerterów. 
W informatyce port to interfejs, poprzez który przesyłane są dane.